# قزاق تی‌وی
قزاق تی‌وی (انگلیسی: Kazakh TV) شرکت رسانه‌ای قزاقستانی است، که در سال ۲۰۰۲ تأسیس شد.